# Enrico Betti
Enrico Betti (Pistoia, 21 de outubro de 1823 — Terricciola, 11 de agosto de 1892) foi um matemático italiano.
É atualmente lembrado por seu artigo de 1871 sobre topologia, dando nome aos números de Betti. também trabalhou com teoria das equações, obtendo resultados depois contidos na Teoria de Galois. Também formulou o Princípio da Reciprocidade de Betti, utilizado na teoria da elasticidade.
Graduado em matemática pela Universidade de Pisa, em 1846. Após um tempo lá lecionando, foi nomeado professor em 1857. Em 1858 viajou pela Europa, em companhia de Francesco Brioschi e Felice Casorati, encontrando Bernhard Riemann. Trabalhou posteriormente com física teórica, baseado nos trabalhos de Riemann. Também envolveu-se em política acadêmica e na política da recém fundada Itália.

## Obras
- Opere matematiche di Enrico Betti, pubblicate per cura della R. Accademia de' lincei (2 vols.) (U. Hoepli, Milano, 1903-1913)